# Benazepril
Benazepril, vendido sob a marca comercial Lotensin, entre outras, é um medicamento inibidor da enzima de conversão da angiotensina (IECA). Sua principal indicação é para tratamento de hipertensão arterial.

## Indicações
A principal indicação é para tratamento da hipertensão arterial. Também pode ser usada na insuficiência cardíaca.

## Efeitos colaterais
os efeitos colaterais mais por razão da descontinuação do tratamento são cefaleia (0.6%) e tosse (0.5%). A hipotensão arterial tem sido vista 0.3% dos pacientes, e hipotensão postural  em 0.4%, síncope em 0.1%; angina pectoris, palpitações, e edema periférico também são relatados. Aumenta a creatinina sérica e a ureia também. Angioedema, rash cutâneo, náuseas e vômitos, anemia hemolítica, ansiedade, insônia. Pode haver aumento de potássio sérico ao longo do tempo de tratamento

## Interacções
- Diuréticos, pois ambos apresentam decréscimo da pressão arterial;
- Suplementação de potássio e poupadores de poupadores de potássio;
- Pode alterar a concentração sérica de anticoagulantes orais;
- Aumenta a concentração de lítio o que pode gerar sintomas de intoxicação por lítio;

## Farmacologia

### Farmacocinética
esta medicação apresenta metabolismo hepático sendo transformado neste local no metabólito ativo (benazaprila); Tem excreção renal e biliar.É contra indicado no primeiro trimestre (categoria C FDA) da gravidez, por causar injúrias no feto. Quando usado no segundo e terceiro trimestre da gestação(categoria D FDA) pode ocorrer má formação fetal , retardo de crescimento intra uterino, oligo-hidrâmnio, prematuridade. Menos do que 0,1% atravessa a para o leite materno.

### Farmacodinâmica
Este medicamento inibe a ação da enzima de conversão da angiotensina (ECA), que converte a angiotensina I em angiotensina II. Benazepril é uma substância vasoconstritora que estimula a secreção de aldosterona pelo córtex adrenal. Com esta inibição há uma diminuição da angiotensina no plasma e consequentemente da aldosterona, isto pode acarretar um pequeno aumento de potássio, e diminuição da pressão arterial.